# شهرداری الشحانیه
شهرداری الشحانیه (به عربی: بلدیة الشحانیة) یکی از شهرداری‌های قطر است و مرکز آن شهر الشحانیه است. طبق آمار و اطلاعات منتشر شده در سال ۲۰۱۵، شحانیه ۳٬۳۰۹ کیلومتر مربع مساحت و ۱۸۷٬۵۷۱ نفر جمعیت دارد.